# Pokłon pasterzy (obraz Rembrandta)
|                                                                       |                                                 |
| Pokłon pasterzy                                                       |                                                 |
| Pracownia Rembrandta, 1646, 65.5 × 55 cm, National Gallery w Londynie | Rembrandt, 1646, 97 x 71,5 cm, Stara Pinakoteka |

Pokłon pasterzy – obraz olejny autorstwa Rembrandta, datowanych na 1646 rok, sygnowany w lewym dolnym rogu: [...]dt f 1646

## Opis obrazu
W 1646 roku Rembrandt maluje kolejny z siedmiu obrazów religijnych zamówionych przez holenderskiego marszanda Frederika Hendrika. Tym razem malarz przedstawił motyw zaczerpnięty z Ewangelii św. Łukasza (Łk 2, 15-21), dotyczący wydarzeń zaraz po narodzeniu Chrystusa. Rembrandt w mistrzowski sposób operuje światłocieniem. W spowitej ciemnościami stajence, przy blasku słabego światła z latarni skupili się pasterze i prości ludzie wokół nowo narodzonego Jezusa. Maria obejmuje opiekuńczo ramieniem dziecko a Józef pochylony zapala świecę. Od Dzieciątka bije mocne światło oświetlające pochylone postacie. Blask nasuwa u widza jednoznaczne skojarzenia idące ku Świętej Rodzinie. Mrok panujący wokół, z ledwo widocznymi zarysami belek potęguje nastrój wyjątkowości.

## Inne wersje i akwaforty
W tym samym roku, powstała inna wersja Pokłonu pasterzy. Przez wiele lat uznawana była za dzieło Rembrandta. Badania z ostatniego stulecia wskazały, iż obraz powstał w warsztacie Rembrandta przez jego uczniów. Dzieło jest lustrzanym odbiciem wersji monachijskiej. Wszystkie postacie a głównie Maria, Józef i Dzieciątko są przedstawione w identycznej pozie. Różnice jakie można zaobserwować, polegają jedynie na kosmetycznym przesunięciu np. wizerunku krowy czy bawiącego się chłopca z psem. W wersji londyńskiej, dwaj pasterze na pierwszym planie mają złożone ręce do modlitwy, gdy w wersji monachijskiej jeden z nich szeroko rozciąga ramiona. Badania rentgenowskie wykazały, że i na pierwowzorze Rembrandt namalował również modlącego się pasterza ale w późniejszym okresie przerobił fragment. Kopista nie wiedział już o tych zabiegach.
Rembrandt kilka lat później wykonał kilka akwafort przedstawiających pokłon pasterzy. Z 1652 roku znana jest grafika przechowywana obecnie w British Museum

## Proweniencja
- Obraz Rembrandta został zakupiony prawdopodobnie przez Fryderyka Orańskiego. Przed 20 marca 1668 znalazł się w kolekcji Amalii zu Solms-Braunfels a w 1716 roku w kolekcji Jana Wilhelma Wittelsbacha z Düsseldorfu. W kolejnych latach dzieło było dziedziczone przez kolejnych spadkobierców: w 1716 rok przez Karola III, w 1742 Karola IV a w 1799 roku przez Maksymiliana I. W 1806 roku został przekazany do zbiorów Starej Pinakoteki.

- Obraz z pracowni Rembrandta sygnowany w lewym dolnym rogu datą 1646 i trafił do zbirów National Galery w Londynie w 1824 roku. Było to jedno z pierwszych dzieł autorstwa holenderskich malarzy w zbiorach muzeum[3].